# Туризам у Новом Саду
Нови Сад је културни центар Војводине. Од Турске окупације Србије, Нови Сад као слободни краљевски град у Аустроугарској је био центар српске културе у осамнаестом и деветнаестом веку; због чега је 1864. године седиште Матице српске пресељена из Пеште у Нови Сад.
Град је био познат као Српска Атина.
После Београда, Нови Сад је други по броју становника у Србији са 333.895 (2005). Град лежи на обали реке Дунав између (1.252. и 1.262. километра тока реке). Са леве стране реке се налази равничарски део - Бачка, са десне брдовити део, на обронцима Фрушке горе - Срем.
Данас, у граду се налази више установа културе. Српско народно позориште, Позориште младих које имају велики углед у Србији и регији; библиотека Матице српске са око 3.000.000 публикација, као и многобројне музеје и галерије.